# Ėgijn gol
Il fiume Ėgijn o Ėgijn gol (in mongolo Эгийн гол), o anche semplicemente fiume Eg, si trova nella Mongolia centro-settentrionale; è l'unico emissario del lago Hôvsgôl Nuur, ed è affluente sinistro del fiume Sėlėngė.
Il fiume scorre dalla parte più meridionale del lago vicino alla cittadina di Hatgal, nella provincia del Hôvsgôl; entra poi nella provincia di Bulgan dove sfocia nel fiume Sėlėngė. Ha una lunghezza di 475 km, il bacino è di 49 100 km². Il fiume si ghiaccia da ottobre/novembre sino a metà/fine aprile. Nel corso superiore le rive del fiume sono boscose. Nella parte centrale, si divide in molti rami, formando isole ricoperte di salici.